# Dioctria lenta
Dioctria lenta là một loài ruồi trong họ Asilidae. Dioctria lenta được Becker miêu tả năm 1923. Loài này phân bố ở vùng Cổ Bắc giới và châu Á.